# Aion (zespół muzyczny)
Aion – polska grupa muzyczna początkowo wykonująca gothic metal. Powstała w styczniu 1996 roku w Poznaniu. Ostatnie płyty grupy to nowoczesny heavy metal. Formacja od 2004 roku nie wydaje już nowych płyt. Jej działalność została zawieszona. Jako powód muzycy podają ogólne kłopoty na polskim rynku muzycznym oraz problem ze znalezieniem wydawcy.
18 maja 2022 roku, w wieku 43 lat, zmarł jeden z gitarzystów Aion – Dominik Jokiel.
W 2024 roku zespół wznowił działalność koncertową. W składzie znaleźli się Witalis Jagodziński (bas), Łukasz "Migdał" Migdalski (klawisze), Marcin „Żuraw” Żurawicz (perkusja), a także Krystian Kozerawski (gitara) i Anatolii Shchedrov (wokal).
W 2025 roku w składzie znalazł się ponownie gitarzysta Daniel Jokiel.

## Dyskografia
| Rok                        | Album                                                        | Pozycja na liście |
| Rok                        | Album                                                        | POL               |
| -------------------------- | ------------------------------------------------------------ | ----------------- |
| 1997                       | Midian - Data: 1997 - Wydawca: Morbid Noizz/Massacre         | –                 |
| 1998                       | Noia - Data: 1998 - Wydawca: Morbid Noizz/Impact             | –                 |
| 2000                       | Reconciliation - Data: 27 czerwca 2000 - Wydawca: Metal Mind | –                 |
| 2001                       | Symbol - Data: 25 października 2001 - Wydawca: Metal Mind    | 30                |
| 2004                       | One of 5 - Data: 10 maja 2004 - Wydawca: Metal Mind          | –                 |
| „–” album nie był notowany |                                                              |                   |

## Wyróżnienia
- Nominacja do nagrody Fryderyk 1998 w kategorii Album roku – hard & heavy (płyta Noia)[10]